# Foxtel
Foxtel è una piattaforma televisiva commerciale per la televisione digitale via cavo offerta a pagamento e destinata al mercato australiano. È formata da una joint venture tra Telstra, News Corporation e Consolidated Media Holdings.

## Storia
Nell'ottobre 1995 Foxtel nasce con un servizio di venti canali televisivi trasmessi dal network Telstra.
Nel maggio 1998 viene dichiarato il fallimento di Australis Media, azienda proprietaria di Galaxy (piattaforma televisiva satellitare australiana), e Foxtel comincia a trasmettere ad interim i suoi canali per gli abbonati della compagnia ormai fallita.
Nel 1999 la trasmissione dei servizi di Foxtel sul satellite diviene definitiva dopo l'acquisto degli abbonamenti di Galaxy.
Nel 2002 gli azionisti di Foxtel acquistano il 50% dei titoli di Telstra e il 25% di Sky Cable Pty Ltd, che a sua volta è posseduta da News Corporation (25%) e Consolidated Media Holdings (25%).
Dopo l'istituzione di questa joint venture, Foxtel cresce rapidamente e nel 2007 raggiunge gli ascolti più alti dalla sua nascita.

## Diffusione
Trasmette i suoi servizi via cavo tramite le infrastrutture possedute da Telstra. I programmi sono ricevibili nelle aree metropolitane di Brisbane, Sydney, Melbourne, Adelaide e Perth. La trasmissione via satellite comprende, oltre le aree già citate, lo Stato di Australia Occidentale e le città di Newcastle, Geelong, Central Coast, Canberra e Gold Coast.
Foxtel on Mobile, lanciata verso la fine del 2006, è attualmente ricevibile per il 99% della popolazione australiana.
Si tratta del più grande operatore di pay-tv in Australia; i suoi programmi raggiungono oltre un milione e mezzo di famiglie.

## Servizi

### Foxtel Digital
Nel marzo 2004 Foxtel lancia i suoi servizi digitali (Foxtel Digital). Tale piattaforma include:
- Canali televisivi con widescreen
- Film con audio Dolby AC3 5.1
- Televisione On Demand
- Servizi televisivi interattivi
- Guida televisione-radio interattiva
- Versione +2 dei principali canali televisivi

### Foxtel HD+
Il 30 gennaio 2008 Foxtel annuncia l'avvio del servizio HDTV che sarà disponibile dal 19 maggio 2008. Il servizio offre inizialmente cinque canali in alta definizione (Fox Sports, ESPN, BBC, Discovery e National Geographic). Le trasmissioni sono in MPEG-4 a 720p e 1080i.

### Foxtel On Demand
È un servizio offerto da Foxtel che permette di guardare i programmi selezionati direttamente dagli utenti in qualsiasi momento della giornata. Il servizio On Demand è stato lanciato l'8 febbraio 2007.

### Foxtel Canale/i

#### Australia
- Sky Racing
- UKTV
- The Comedy Channel
- GO!
- FOX8
- Fox News
- Fox Sports
- Fox Sports 2
- Fox Sports 3
- Fox Sports 4
- Fox Sports 5
- MTV
- Fox Footy
- Fox Classics
- Network Ten
- CBeebies
- SBS
- TVN
- CNN International
- CNN en Español
- Nickelodeon
- ABC1
- ABC2
- ABC ME
- ABC Kids
- LifeStyle You
- The LifeStyle Channel
- LifeStyle Home
- LifeStyle Footy

#### Indonesia
- MNC Channel
- MNC World News

#### Italia
- Mediaset Italia
- Rai Italia
- Rai World Premium

#### Francia
- TV5 Monde